# Lost and So Strange Is My Mind
Lost and So Strange Is My Mind is het debuutalbum van de Zweedse muziekgroep The Carpet Knights. Het album is opgenomen in Malmö gedurende de jaren 2003, geluidsstudio Roasting House, en 2004, studio Folla. Het album bevat progressieve rock in de stijl van Anekdoten en Jethro Tull.

## Musici
- Joakim "Jocke" Jönsson – gitaar
- Magnus "Manne" Nilsson – zang en dwarsfluit
- Nils Andersson – basgitaar
- Mattias Ankarbranth – slagwerk
- Tobias "Tobbe" Wulff – gitaar en geluidseffecten

## Tracks
Alle muziek en teksten zijn geschreven door The Carpet Knights. 
| Nr. | Titel                                   | Duur |
| --- | --------------------------------------- | ---- |
| 1.  | All be the same (tekst: Jokke)          |      |
| 2.  | No space to spare (tekst: Jokke, Manne) |      |
| 3.  | Zonked (tekst: Jokke)                   |      |
| 4.  | The mist                                |      |
| 5.  | Fools and silent callers (tekst: Jokke) |      |
| 6.  | Sad soul (tekst: Jokke; Manne)          |      |
| 7.  | Feel it (tekst:Manne)                   |      |
| 8.  | Dab nek’an                              |      |
| 9.  | Last of many (tekst:Jokke)              |      |